# Dispositivo bruto
Em computação, especificamente em sistemas operacionais Unix e do tipo Unix, um dispositivo bruto (em inglês raw device) é um tipo especial de dispositivo lógico associado com um arquivo de dispositivo de caractere que permite um dispositivo de armazenamento como uma unidade de disco rígido ser acessada diretamente, ignorando os caches e buffers do sistema operacional (apesar que o cache do hardware ainda possa ser usado). Aplicações como um sistema de gerenciamento de banco de dados podem usar dispositivos brutos diretamente, habilitando-os a gerenciar como os dados são armazenados temporariamente, em vez de submeter a tarefa para o sistema operacional.
No FreeBSD, todos os dispositivos de fato são dispositivos brutos. O suporte para dispositivos não brutos foi removido no FreeBSD 4.0 para simplificar o gerenciamento de buffer e melhorar a escalabilidade e desempenho.
No núcleo do Linux, dispositivos brutos foram depreciados escalonados para remoção em um ponto, devido ao sinalizador (flag) 0_DIRECT poder ser ser usado em substituição. Entretanto, posteriormente, foi tomada a decisão de manter o suporte a dispositivos brutos uma vez que alguns softwares não podem usar o sinalizador 0_DIRECT. Dispositivos brutos simplesmente abrem dispositivos de bloco como se o sinalizador 0_DIRECT tivesse sido especificado. Dispositivos brutos são dispositivos de caractere (maior número 162). O primeiro número menor (i.e. 0) é reservado como uma interface de controle e é normalmente encontrado em /dev/rawctl. Um utilitário de linha de comando chamado raw pode ser usado para ligar um dispositivo bruto a um dispositivo de bloco existente. Estes "dispositivos de bloco existentes" podem ser discos ou CD-ROMs/DVDs dos quais a interface subjacente pode ser qualquer uma suportada pelo núcleo do Linux (por exemplo, IDE/ATA ou SCSI).